# Stomolophus
Stomolophus es un género de medusas que habita en el Atlántico Occidental y el océano Pacífico. Es el único género de la familia monotípica Stomolophidae. Originalmente, la medusa nomura (Nemopilema nomurai) también se incluyó en este género, pero ahora ha sido reclasificada en la familia Rhizostomatidae.

## Especies
Según el Registro Mundial de Especies Marinas, el género Stomolophus incluye dos especies:
- Stomolophus fritillarius
- Stomolophus meleagris - medusa bola de cañón